# Sajan
De Sajan (Russisch: Саяны, Mongools: Саяны нуруу) is een gebergte dat onderdeel uitmaakt van het Aziatisch-Russische grootlandschap Zuid-Siberische gebergtes. Het gebergte spreidt zich uit van 89° OL tot 106° OL.

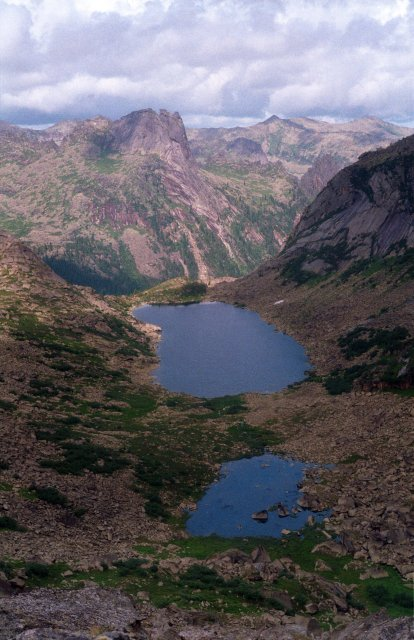
Gorny Doechovmeer in het Ergakigebergte

De Sajan valt geografisch gezien onder te verdelen in de wat lagere Westelijke Sajan, dat geheel in Rusland ligt en de hogere Oostelijke Sajan, waarvan de zuidoostelijke hellingen eindigen bij het meer Hövsgöl Nuur in de Ajmag Hövsgöl in Mongolië. De Sajan ligt verspreid over het noorden van de autonome republieken Toeva en Chakassië en de kraj Krasnojarsk.
In het noorden grenst het hooggebergte aan het Midden-Siberisch Bergland, in het oosten aan de Selenga-Orchonvallei, de rivier de Angara, het Baikalmeer en het Baikalgebergte, in het zuiden aan het Tannoe-Olagebergte, in het westen aan de Altaj, waarvan het de oostelijke verlenging vormt, en in het noordwesten gaat het gebergte over in het West-Siberisch Laagland. Orografisch gezien vormt de Sajan de scheiding tussen het plateau van noordwestelijk Mongolië (onderdeel van de Mongoolse Vlakte) en Siberië.
De gemiddelde hoogte van het gebergte varieert van 2000 tot 2700 meter. Een aantal pieken, die vooral bestaan uit granieten en metamorfe leisteen, bereiken hoogten tot boven de 3000 meter. De hoogste berg is het massief Moenkoe-Sardyk in de Oostelijke Sajan met 3492 meter. De belangrijkste bergpassen liggen op 1800 tot 2300 meter boven zeeniveau, waaronder de Moeztagj met 2280 meter, de Mongol met 1980 meter, de Tengjyz met 2280 meter en de Obo-sarym met 1860 meter.
In de Westelijke Sajan ontspringt de Abakan en in de Oostelijke Sajan de Irkoet, Grote Jenisej, Kan, Oka en Uda. Door het centrale gedeelte van de Westelijke Sajan stroomt de Jenisej in grofweg zuid-noordelijke richting. Aan deze rivier ligt iets ten noorden van de Westelijke Sajan het stuwmeer van Krasnojarsk.
Het gebied heeft geen uitbundige flora, maar in de hoger gelegen gebieden bevinden zich wel bossen van lariksen, dennen, jeneverbessen en elzen, samen met rododendrons, berberissen en ribessen. In de hoogste zones groeien mossen en korstmossen.